# جورج دوبونت برات
جورج دوبونت برات (بالإنجليزية: George Dupont Pratt)‏ هو عالم بيئة أمريكي، ولد في 16 أغسطس 1869، وتوفي في 20 يناير 1935.